# Teorema de Thomas
El teorema de Thomas, anomenat així en honor de qui el va formular per primera vegada, William Isaac Thomas, afirma:
| «                      | si hom defineix una situació com a real, les seves conseqüències són reals | » |
| — William Isaac Thomas |                                                                            |   |

Aquesta frase significa que la interpretació, per molt subjectiva que sigui, afecta el curs dels esdeveniments, com passa amb la profecia autocomplerta. També vol dir que la realitat depèn de la percepció del subjecte, ja que la definició de què és real, o de qualsevol situació, depèn de la visió de la persona que fa la definició i està fortament influïda per la seva personalitat i experiències anteriors. Això té implicacions per a l'etiquetatge dels altres i de la seva conducta, especialment en moments de vulnerabilitat o en etapes de creixement.